# 哈氏燈鱂
哈氏燈鱂，為輻鰭魚綱鯉齒目鯉齒亞目花鳉科的其中一種，分布於非洲中部、南部及東南部的淡水流域，體長可達3.5公分，棲息在植被生長的沼澤、湖泊、溪流，生活習性不明，可做為觀賞魚。

## 擴展閱讀
維基物種上的相關：哈氏燈鱂